# 33 minutes
33 minutes est l’épisode pilote de la série télévisée de science-fiction militaire Battlestar Galactica. Son intrigue suit directement les événements de la mini-série Battlestar Galactica. L’épisode a été écrit par le créateur de la série, Ronald D. Moore, et est réalisé par Michael Rymer. 33 minutes a été initialement diffusé sur la chaîne anglaise Sky One le 18 octobre 2004, puis sur Sci Fi Channel aux États-Unis le 14 janvier 2005.
33 minutes suit le Galactica et sa flotte de vaisseaux civils tandis qu’ils tentent depuis des jours de semer les cylons, sans pouvoir dormir. L’épisode a été salué tant par les acteurs que l’équipe technique en plus d’avoir remporté le prix Hugo du court métrage dramatique.

## Synopsis
Le convoi de vaisseaux réfugiés est sans arrêt attaqué par les cylons. La flotte doit exécuter un saut plus-rapide-que-la-lumière pour échapper aux cylons chaque fois qu’ils apparaissent, mais ceux-ci arrivent toujours aux nouvelles coordonnées exactement 33 minutes plus tard. L’équipage de la flotte, et particulièrement celui du Galactica qui doit effectuer une action de retardement pour couvrir chaque saut, est resté opérationnel sans sommeil durant 133 heures et doit gérer le stress de l’action constante.
Pendant ce temps, sur Caprica, le lieutenant Karl « Helo » Agathon est toujours vivant et évite les patrouilles cylonnes pour protéger sa vie. Alors qu’il est poursuivi, il parvient à mener deux centurions cylons dans une embuscade, faisant détoner des explosifs. Helo est surpris lorsqu’il voit que son pilote de rapace, le lieutenant Sharon « Boomer » Valerii, est revenue sur Caprica pour le sauver. Il ne sait pas que non seulement elle est une cylon, mais en plus qu’elle n’est pas celle qu’il a toujours connue : celle-là se trouve à bord du Galactica.
De retour dans la flotte, un vaisseau civil, l’Olympic Carrier est abandonné par erreur avec 1 300 âmes à bord lorsque la flotte effectue un saut hyperluminique. La perte est sévère, d’autant qu’il avait à son bord le professeur Amarak, qui devait donner à la présidente Laura Roslin des informations relatives à un traître dans la flotte.
Les attaques des cylons cessent alors immédiatement, donnant un peu de répit à la flotte. L’Olympic Carrier arrive après quelque trois heures de trêve et entre en contact radio avec la flotte, mais le professeur Baltar avise la présidente que le vaisseau peut avoir été infiltré par les cylons durant cette absence et qu’il est une menace pour la sécurité de la flotte. Ordre est donné au vaisseau de ne pas approcher la flotte, mais celui-ci ne répond pas et fonce sur le Galactica. Lorsque des détecteurs repèrent une arme nucléaire à bord, la présidente et le commandant Adama ordonnent au capitaine Lee « Apollo » Adama et au lieutenant Kara « Starbuck » Thrace de le détruire. Après avoir hésité à tirer sur un vaisseau civil, ils s’exécutent, à la grande satisfaction de Baltar ; ce dernier craignait d’être dénoncé comme traître par le docteur Amarak qu’il soupçonnait d’avoir la preuve de son implication involontaire dans l’attaque cylonne sur les Douze Colonies de Kobol. La Numéro Six interne de Baltar affirme que la destruction de l’Olympic Carrier prouve l’intérêt que Dieu lui porte, mais Baltar reste sceptique.
Après un dernier assaut, la flotte — sans l’Olympic Carrier — effectue un nouveau saut, et ne voit plus réapparaître les cylons.
L'épisode se termine sur une note optimiste lorsque le tableau blanc qui sert à recenser les survivants est mis à jour à la hausse après la naissance du premier enfant après l’holocauste.

## Production
La privation de sommeil étant l’un des points essentiels de l’histoire de cet épisode, l’acteur Edward James Olmos (incarnant William Adama) s'est entretenu avec un expert à ce sujet et avec l'équipe de tournage afin d’en dépeindre au mieux les réels effets. À la suite de cela, le réalisateur Michael Rymer a donné à chaque acteur principal un symptôme spécifique à figurer, pour éviter la répétition à l'écran. Olmos et d'autres acteurs ont été plus loin afin de s'immerger en ne dormant que trois heures par nuit pour mettre en évidence ce que l'expert avait déclaré.
Jamie Bamber (qui incarne Lee Adama) a déclaré plus tard que 33 minutes est son épisode préféré, ainsi que « ... l'épisode parfait de Battlestar Galactica ». En mettant en évidence les aspects noirs et cauchemardesques de l'épisode, Bamber ressentit l'épisode comme un condensé de la série.
Le scénariste et producteur Ronald D. Moore a expliqué sur son blog que le nombre 33 n'avait aucun sens, ni aucune signification spéciale, à ceci près que cette période était suffisamment longue pour permettre à chacun d'avoir des petits temps pour manger, se doucher ou faire une sieste, mais était trop courte pour permettre à quelqu'un d'avoir un sommeil suffisant et recharger ses batteries. De plus, Moore ne donna délibérément aucun sens à ce nombre pour éviter un technobabillage inutile dans cet épisode orienté drame.